# Frank Furlong
Francis Charles Furlong, plus connu sous le nom de Frank Furlong, né le 6 décembre 1910 à Glanmire (en), dans le comté de Cork en Irlande et mort le 13 septembre 1944 à Woodford (en) en Angleterre, est un entraîneur de chevaux, jockey amateur et militaire britannique. Entraîné par son père le major Noel Furlong, il remporte le Grand National au Royaume-Uni en 1935 sur le cheval Reynoldstown âgé de 8 ans, et avec un temps record de 9 minutes et 20 secondes.

## Biographie
Francis Charles Furlong nait le 6 décembre 1911 à Glanmire (en). Ses parents sont Noël Furlong, ancien officier de cavalerie et entraîneur de chevaux, et Rose Marie St. John Murphy. Le 29 janvier 1931, il est nommé commandant du 9e régiment royal de lanciers. Par la suite, il rejoint son père et devient jockey. En 1933, il remporte le National Hunt Chase Challenge Cup en montant Robina Tiptoe et termine deuxième du Grand National, également en 1933 sur Really True. En 1935, il remporte le Grand National au Royaume-Uni sur Reynoldstown âgé de 8 ans, et avec un temps record de 9 minutes et 20 secondes. Le prix de 32 000 livres sterling décerné au vainqueur lui permet de financer son mariage avec Pamela Kingsmill.
Durant la Seconde Guerre mondiale, il s'engage comme pilote dans la Royal Air Force. Il participe aux recherches du cuirassé Bismarck en 1941. Obligé d'amerrir, il reste 36 heures en mer sur son canot de sauvetage avant d'être secouru.
Devenu par la suite pilote d'essai, il meurt dans un accident lors du test du Vickers Supermarine Spiteful, le dernier développement du Spitfire,.